# George Mosson

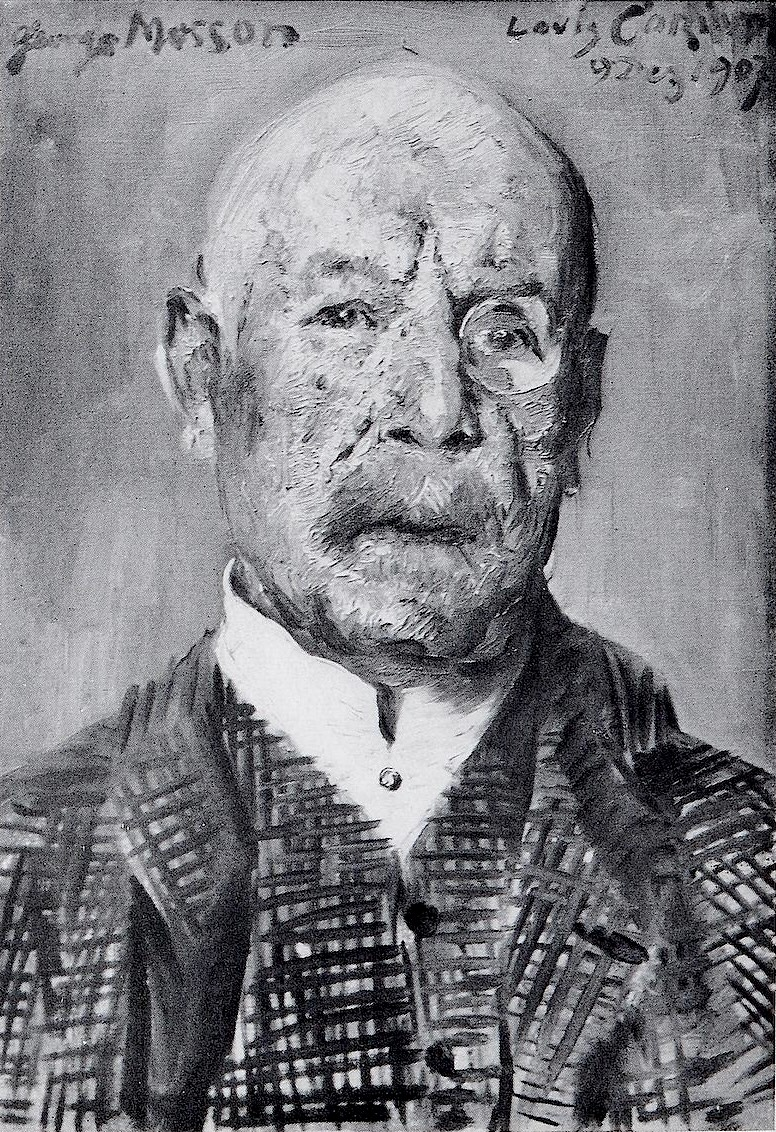
Lovis Corinth: Porträt des Malers George Mosson, 1906

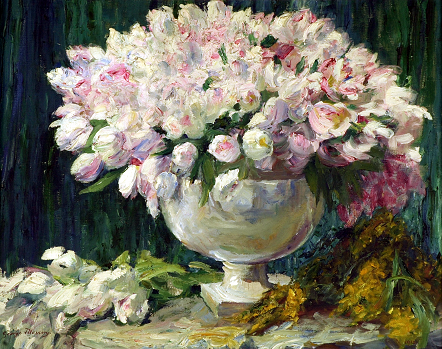
Tulpen in einer Vase, 1912

George Mosson (* 2. Februar 1851 in Aix-en-Provence als Adolphe Georges Mosson; † 3. September 1933 in Berlin) war ein französisch-deutscher Maler und Zeichner und Gründungsmitglied der Berliner Secession. Er wurde vor allem als Maler von Blumenstillleben bekannt, außerdem malte er Landschaften und Porträts.

## Leben und Werk

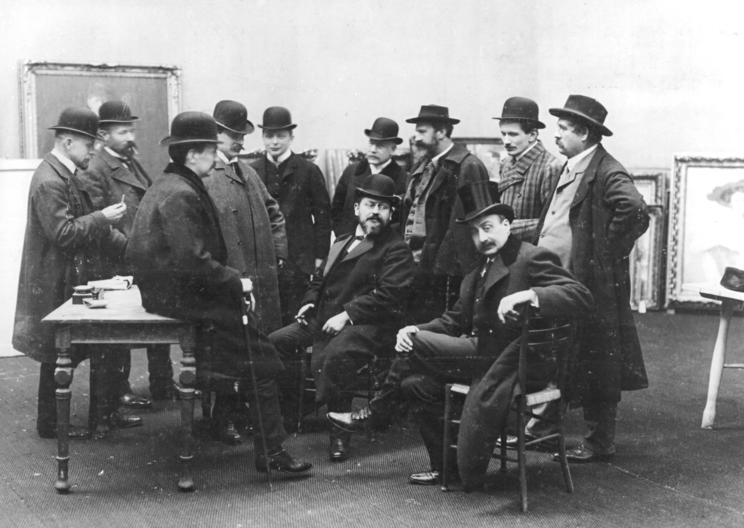
Jury für die Ausstellung der Berliner Secession, 1908, mit George Mosson (Sechster von links, stehend). (Außerdem von links: Fritz Klimsch, August Gaul, Walter Leistikow, Hans Baluschek, Paul Cassirer, Max Slevogt (sitzend), Max Kruse (stehend), Max Liebermann (sitzend), Emil Rudolf Weiß (stehend), Lovis Corinth (stehend))

Mosson wurde 1851 in Aix-en-Provence in Südfrankreich geboren. Mit 14 Jahren kam er 1865 nach Berlin und schloss hier seine Schulausbildung ab. Seine künstlerische Ausbildung begann mit dem Studium an der Berliner Akademie bei Carl Steffeck und Hermann Freese, danach ging er an die Kunstschule Weimar. Ab 1884 stellte Mosson in Berlin aus.
1892 war George Mosson Mitbegründer der „Vereinigung der XI“ und 1898 Gründungsmitglied der Berliner Secession, die sich aus Protest gegen die deutsche Akademiekunst zusammengeschlossen hatte. Nach der Spaltung der Secession 1913 ging er gemeinsam mit Max Liebermann, Max Slevogt und weiteren zur Freien Sezession, außerdem war er Mitglied des Deutschen Künstlerbundes. 
Um 1906 hatte er eine Affäre mit der späteren Modejournalistin Helen Grund, die bei ihm Malunterricht nahm.
Am 3. September 1933 starb der unverheiratete Mosson in seiner Charlottenburger Wohnung am Kirchplatz  2 (heute Gierkeplatz 10).

## Galerie

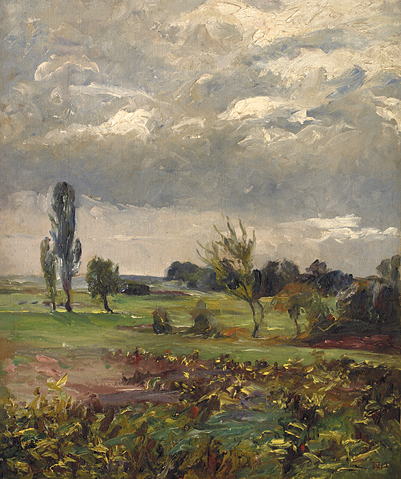
Märkische Landschaft, 1915
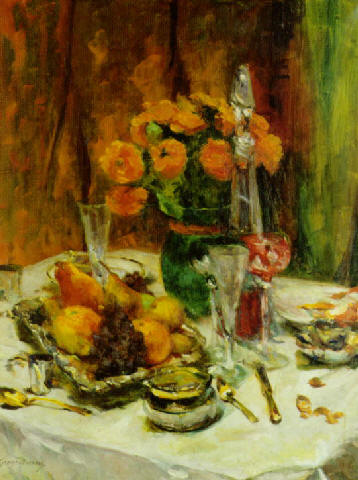
Interieur mit gedecktem Tisch mit Champagnergläsern, Früchten und Sommerastern, 1919
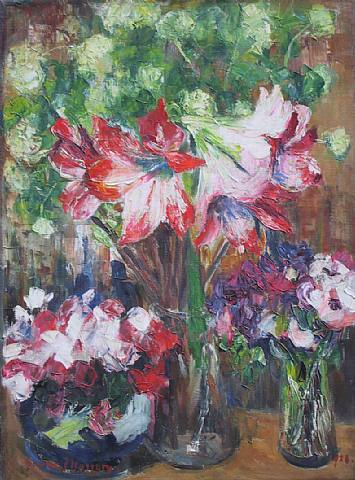
Blumenstillleben mit Amaryllis, 1928
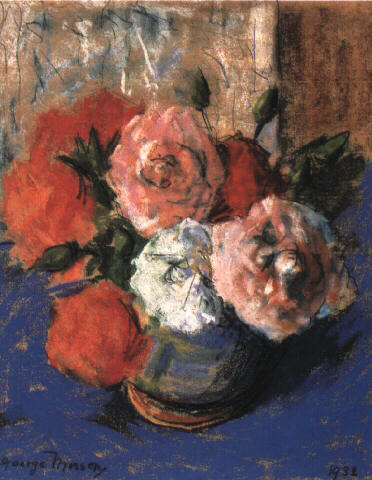
Rosenvase, 1932